# Mikławš Andricki
Mikławš Andricki (wym. [ˈmʲikwawʃ ˈandʀʲitski]; ur. 30 maja 1871 w Panschwitz-Kuckau/Pančicach-Kukowie, zm. 18 grudnia 1908 w Żytawie, serbołużycki ksiądz katolicki, redaktor pisma Łužica, pisarz i tłumacz, tworzący w języku górnołużyckim. W latach 1896–1904 zajmował się publicystyką i beletrystyką. Przeciwstawiał się germanizacji, działał na rzecz praw narodu serbołużyckiego.
Jeden z najlepszych stylistów literatury górnołużyckiej. Autor wielu dramatów jednoaktowych. Napisał pierwszą biografię poety łużyckiego Jakuba Barta-Ćišinskiego. Przetłumaczył z języka polskiego i czeskiego dzieła takich pisarzy jak: Henryk Sienkiewicz, Jan Neruda, Alois Jirásek i innych.
Zmarł na gruźlicę. Był starszym bratem serbołużyckiego działacza społecznego Jana Andrickiego i stryjem katolickiego błogosławionego Alojsa Andrickiego.

## Ważniejsze utwory
- Pola stareje maćerje (1894)
- Listy z Prahi z lět 1886 do 1895
- Koło serbskich spisowaćelow (1900)
- Jakub Ćišinski (1906)
- Gero (1906)
- Boži woheń a druhe wobrazki (1937)
- Hana Rafeltowa a druhe powědančka (1962)
- Zrudoba to běše a nadźija (1988)[2]